# كأس اليونان 1992–93
كأس اليونان 1992–93 (باليونانية: Κύπελλο Ελλάδος ποδοσφαίρου ανδρών 1992-93)‏ هو الموسم 51 من كأس اليونان. أشرف على تنظيمه الاتحاد الإغريقي لكرة القدم، وكان عدد الأندية المشاركة فيه 72، وفاز فيه باناثينايكوس.